# Chloronia antilliensis
Chloronia antilliensis là một loài côn trùng trong họ Corydalidae thuộc bộ Megaloptera. Loài này được Flint miêu tả năm 1970.